# Minerals sulfats

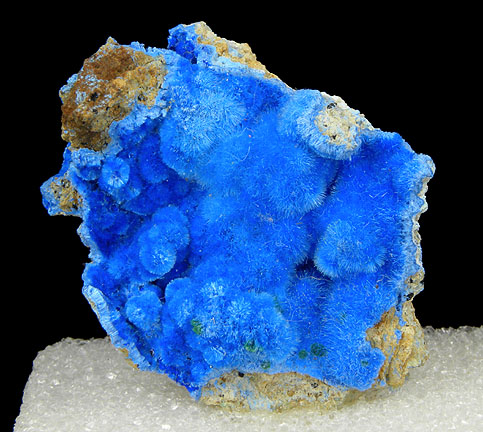
Cianotriquita, un mineral sulfat

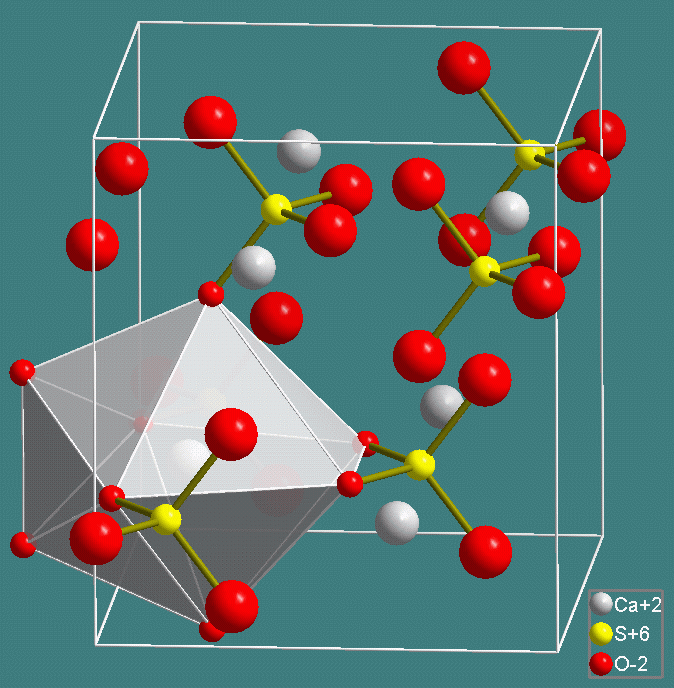
Estructura del cristall anhidrita

Els minerals sulfats són una classe de minerals que inclouen l'ió sulfat (SO2−
4) dins la seva estructura. Els minerals sulfats es presenten comunament en ambients diposicionals d'evaporites com minerals de ganga en venes hidrotermals i com a minerals secundaris en la zona oxidant de dipòsits de minerals sulfurs. Els minerals cromats i manganats tenen una estructura similar i sovint s'inclouen dins la categoria dels minerals sulfats.
Segons la classificació de Nickel-Strunz, els minerals sulfats s'estructuren de la següent manera:
07.A - Sulfats (selenats, etc.) sense anions addicionals, sense H₂O
07.AA - Amb cations petits
07.AB - Amb cations de mida mitjana
07.AB.05 - Mikasaïta, mil·losevichita
07.AB.10 - Calcocianita, zincosita, ferrotel·lurita
07.AC - Amb cations de mida mitjana i grans
07.AC.05 - Vanthoffita
07.AC.08 - Piracmonita
07.AC.10 - Efremovita, langbeinita, manganolangbeinita
07.AC.15 - Yavapaiïta, eldfellita
07.AC.20 - Godovikovita, sabieïta
07.AC.25 - Thenardita
07.AC.30 - Metathenardita
07.AC.35 - Aftitalita
07.AD - Amb cations grans només
07.AD.05 - Arcanita, mascagnita
07.AD.10 - Mercal·lita
07.AD.15 - Misenita
07.AD.20 - Letovicita
07.AD.25 - Glauberita
07.AD.30 - Anhidrita
07.AD.35 - Anglesita, barita, celestina, olsacherita
07.AD.40 - Kalistroncita, palmierita
07.B - Sulfats (selenats, etc.) amb anions addicionals, sense H₂O
07.BA - Amb cations petits
07.BB - Amb cations de mida mitjana
07.BB.05 - Caminita
07.BB.10 - Hauckita
07.BB.15 - Antlerita
07.BB.20 - Dolerofanita
07.BB.25 - Brochantita
07.BB.30 - Vergasovaïta
07.BB.35 - Klebelsbergita
07.BB.40 - Schuetteïta
07.BB.45 - Paraotwayita
07.BB.50 - Xocomecatlita
07.BB.55 - Pauflerita
07.BB.60 - Grandviewita
07.BC - Amb cations de mida mitjana i gran
07.BC.05 - D'Ansita
07.BC.10 - Alunita, amonioalunita, amoniojarosita, argentojarosita, beaverita-(Cu), dorallcharita, huangita, hidroniojarosita, jarosita, natroalunita-2c, natroalunita, natrojarosita, osarizawaïta, plumbojarosita, schlossmacherita, waltierita, beaverita-(Zn)
07.BC.15 - Ye'elimita
07.BC.20 - Atlasovita, nabokoïta
07.BC.25 - Clorotionita
07.BC.30 - Euclorina, fedotovita
07.BC.35 - Kamchatkita
07.BC.40 - Piypita
07.BC.45 - Klyuchevskita, alumoklyuchevskita
07.BC.50 - Caledonita
07.BC.55 - Wherryita
07.BC.60 - Mammothita
07.BC.65 - Linarita, schmiederita, munakataïta
07.BC.70 - Chenita
07.BC.75 - Krivovitxevita
07.BC.80 - Anhidrocaïnita
07.BD - Amb cations grans només
07.BD.05 - Sulfohalita
07.BD.10 - Galeïta, schairerita
07.BD.15 - Kogarkoïta
07.BD.20 - Caracolita, cesanita, aiolosita
07.BD.25 - Burkeïta
07.BD.30 - Hanksita
07.BD.35 - Cannonita
07.BD.40 - Lanarkita
07.BD.45 - Grandreefita
07.BD.50 - Itoïta
07.BD.55 - Chiluïta
07.BD.60 - Hectorfloresita
07.BD.65 - Pseudograndreefita
07.BD.70 - Sundiusita
07.C - Sulfats (selenats, etc.) sense anions addicionals, amb H₂O
07.CA - Amb cations petits
07.CB - Amb cations de mida mitjana
07.CB.05 - Dwornikita, gunningita, kieserita, poitevinita, szmikita, szomolnokita, cobaltkieserita, sanderita
07.CB.10 - Bonattita
07.CB.15 - Aplowita, boyleïta, ilesita, rozenita, starkeyita, drobecita, cranswickita
07.CB.20 - Calcantita, jôkokuïta, pentahidrita, sideròtil
07.CB.25 - Bianchita, chvaleticeïta, ferrohexahidrita, hexahidrita, moorhouseïta, niquelhexahidrita
07.CB.30 - Retgersita
07.CB.35 - Bieberita, boothita, mal·lardita, melanterita, zincmelanterita, alpersita
07.CB.40 - Epsomita, goslarita, morenosita
07.CB.45 - Alunògen, metaalunògen
07.CB.50 - Aluminocoquimbita
07.CB.55 - Coquimbita, paracoquimbita, romboclasa
07.CB.60 - Kornelita
07.CB.65 - Quenstedtita
07.CB.70 - Lausenita
07.CB.75 - Lishizhenita, römerita
07.CB.80 - Ransomita
07.CB.85 - Apjohnita, bilinita, dietrichita, halotriquita, pickeringita, redingtonita, wupatkiïta
07.CB.90 - Meridianiïta
07.CC - Amb cations de mida mitjana i grans
07.CC.05 - Krausita
07.CC.10 - Tamarugita
07.CC.15 - Kalinita, mendozita
07.CC.20 - Lonecreekita, alum-(K), alum-(Na), tschermigita, lanmuchangita
07.CC.25 - Voltaïta, zincovoltaïta, pertlikita, amoniomagnesiovoltaïta
07.CC.30 - Kröhnkita
07.CC.35 - Ferrinatrita
07.CC.40 - Goldichita
07.CC.45 - Löweïta
07.CC.50 - Blödita, niquelblödita, changoïta, zincblödita
07.CC.55 - Leonita, mereiterita
07.CC.60 - Boussingaultita, cianocroïta, mohrita, niquelboussingaultita, picromerita
07.CC.65 - Polihalita
07.CC.70 - Leightonita
07.CC.75 - Amarillita
07.CC.80 - Konyaïta
07.CC.85 - Wattevil·lita
07.CD - Amb cations grans només
07.CD.05 - Matteuccita
07.CD.10 - Mirabilita
07.CD.15 - Lecontita
07.CD.20 - Hidroglauberita
07.CD.25 - Eugsterita
07.CD.30 - Görgeyita
07.CD.35 - Koktaïta, syngenita
07.CD.40 - Guix
07.CD.45 - Bassanita
07.CD.50 - Zircosulfat
07.CD.55 - Schieffelinita
07.CD.60 - Montanita
07.CD.65 - Omongwaïta
07.D - Sulfats (selenats, etc.) amb anions addicionals, amb H₂O
07.DA - Amb cations petits
07.DB - Amb cations de mida mitjana només; octaedres aïllats i unitats finites
07.DB.05 - Aubertita, magnesioaubertita, svyazhinita
07.DB.10 - Khademita, rostita
07.DB.15 - Jurbanita
07.DB.20 - Minasragrita, ortominasragrita, anortominasragrita
07.DB.25 - Bobjonesita
07.DB.30 - Amarantita, hohmannita, metahohmannita
07.DB.35 - Aluminocopiapita, calciocopiapita, copiapita, cuprocopiapita, ferricopiapita, magnesiocopiapita, zincocopiapita
07.DC - Amb cations de mida mitjana només; cadenes d'octaedres que comparteixen costats
07.DC.05 - Aluminita, metaaluminita
07.DC.10 - Butlerita, parabutlerita
07.DC.15 - Fibroferrita
07.DC.20 - Xitieshanita
07.DC.25 - Botriògen, zincobotriògen
07.DC.30 - Chaidamuïta, guildita
07.DD - Amb cations de mida mitjana només; plans d'octaedres que comparteixen vores
07.DD.05 - Felsőbanyaïta
07.DD.10 - Langita, posnjakita, wroewolfeïta
07.DD.15 - Spangolita
07.DD.20 - Ktenasita
07.DD.25 - Christelita
07.DD.30 - Campigliaïta, devil·lina, ortoserpierita, serpierita, niedermayrita, edwardsita
07.DD.35 - Carrboydita, glaucocerinita, honessita, hidrohonessita, motukoreaïta, mountkeithita, shigaïta, wermlandita, woodwardita, zincaluminita, hidrowoodwardita, zincowoodwardita, natroglaucocerinita, nikischerita
07.DD.40 - Lawsonbauerita, torreyita
07.DD.45 - Mooreïta
07.DD.50 - Namuwita
07.DD.55 - Bechererita
07.DD.60 - Ramsbeckita
07.DD.65 - Vonbezingita
07.DD.70 - Redgillita
07.DD.75 - Calcoalumita, niquelalumita, kyrgyzstanita
07.DD.80 - Guarinoïta, schulenbergita, theresemagnanita, UM1992-30-SO:CCuHZn
07.DD.85 - Montetrisaïta
07.DE - Amb cations de mida mitjana només; sense classificar
07.DE.05 - Mangazeïta
07.DE.10 - Carbonatocianotriquita, cianotriquita, UKI-1975-(SO:AlCu)
07.DE.15 - Schwertmannita
07.DE.20 - Tlalocita
07.DE.25 - Utahita
07.DE.35 - Coquandita
07.DE.40 - Osakaïta
07.DE.45 - Wilcoxita
07.DE.50 - Stanleyita
07.DE.55 - Mcalpineïta
07.DE.60 - Hidrobasaluminita
07.DE.62 - Volaschioïta
07.DE.65 - Zaherita
07.DE.70 - Lautenthalita
07.DE.75 - Camerolaïta
07.DF - Amb cations de mida mitjana i grans
07.DF.05 - Uklonskovita
07.DF.10 - Caïnita
07.DF.15 - Natrocalcita
07.DF.20 - Metasideronatrita, sideronatrita
07.DF.25 - Despujolsita, fleischerita, schaurteïta, mallestigita
07.DF.30 - Slavikita
07.DF.35 - Metavoltina
07.DF.40 - Lannonita, vlodavetsita
07.DF.45 - Peretaïta
07.DF.50 - Gordaïta
07.DF.55 - Clairita
07.DF.60 - Arzrunita
07.DF.65 - Elyita
07.DF.70 - Yecoraïta
07.DF.75 - Riomarinaïta
07.DF.80 - Dukeïta
07.DF.85 - Xocolatlita
07.DG - Amb cations de mida mitjana i grans; amb NO₃, CO₃, B(OH)₄, SiO₄ o IO₃
07.DG.05 - Darapskita
07.DG.10 - Clinoungemachita, humberstonita, ungemachita
07.DG.15 - Bentorita, charlesita, ettringita, jouravskita, sturmanita, thaumasita, carraraïta, buriatita
07.DG.20 - Rapidcreekita, korkinoïta
07.DG.25 - Tatarskita
07.DG.30 - Nakauriïta
07.DG.35 - Chessexita
07.DG.40 - Carlosruizita, fuenzalidaïta
07.DG.45 - Txeliabinskita
07.E - Uranil sulfats
07.EA - Sense cations
07.EA.05 - Metauranopilita, uranopilita
07.EA.10 - Jachymovita
07.EB - Amb cations de mida mitjana
07.EB.05 - Johannita
07.EB.10 - Deliensita
07.EC - Amb cations de mida mitjana i grans
07.EC.05 - Cobaltzippeïta, magnesiozippeïta, niquelzippeïta, natrozippeïta, zinczippeïta, zippeïta
07.EC.10 - Rabejacita
07.EC.15 - Marecottita, sejkoraïta-(Y)
07.EC.20 - Pseudojohannita
07.F - Cromats
07.FA - Sense cations addicionals
07.FA.05 - Tarapacaïta
07.FA.10 - Cromatita
07.FA.15 - Hashemita
07.FA.20 - Crocoïta
07.FB - Amb O, V, S, Cl addicionals
07.FB.05 - Fenicocroïta
07.FB.10 - Santanaïta
07.FB.15 - Wattersita
07.FB.20 - Deanesmithita
07.FB.25 - Edoylerita
07.FC - Amb PO₄, AsO₄, SiO₄
07.FC.05 - Vauquelinita
07.FC.10 - Fornacita, molibdofornacita
07.FC.15 - Hemihedrita, iranita
07.FC.20 - Cassedanneïta, embreyita
07.FD - Dicromats
07.FD.05 - Lopezita
07.G - Molibdats, wolframats i niobats
07.GA - Sense anions addicionals o H₂O
07.GA.05 - Fergusonita-(Ce), fergusonita-(Nd), fergusonita-(Y), powel·lita, scheelita, stolzita, wulfenita
07.GA.10 - Formanita-(Y), iwashiroïta-(Y)
07.GA.15 - Paraniïta-(Y)
07.GB - Amb anions addicionals i/o H₂O
07.GB.05 - Lindgrenita
07.GB.10 - Szenicsita
07.GB.15 - Cuprotungstita, UM1999-38-WO:CrV
07.GB.20 - Fil·lotungstita
07.GB.25 - Rankachita
07.GB.30 - Ferrimolibdita
07.GB.35 - Anthoinita, mpororoïta
07.GB.40 - Obradovicita-KCu
07.GB.45 - Mendozavilita-NaFe, paramendozavilita
07.GB.50 - Tancaïta-(Ce)
07.H - Urani i uranil molibdats i wolframats
07.HA - Amb U4+
07.HA.05 - Sedovita
07.HA.10 - Cousinita
07.HA.15 - Moluranita
07.HB - Amb U6+
07.HB.15 - Calcurmolita
07.HB.20 - Tengchongita
07.HB.25 - Uranotungstita
07.J - Tiosulfats
07.JA - Tiosulfats de Pb
07.JA.05 - Sidpietersita
07.JA.10 - Steverustita
07.?? - Sulfats sense classificar
07.?? - Adolfpateraïta